# PSMA4
PSMA4 (англ. Proteasome subunit alpha 4) – білок, який кодується однойменним геном, розташованим у людей на короткому плечі 15-ї хромосоми. Довжина поліпептидного ланцюга білка становить 261 амінокислот, а молекулярна маса — 29 484.
| 10         |  | 20         |  | 30         |  | 40         |  | 50         |
| ---------- |  | ---------- |  | ---------- |  | ---------- |  | ---------- |
| MSRRYDSRTT |  | IFSPEGRLYQ |  | VEYAMEAIGH |  | AGTCLGILAN |  | DGVLLAAERR |
| NIHKLLDEVF |  | FSEKIYKLNE |  | DMACSVAGIT |  | SDANVLTNEL |  | RLIAQRYLLQ |
| YQEPIPCEQL |  | VTALCDIKQA |  | YTQFGGKRPF |  | GVSLLYIGWD |  | KHYGFQLYQS |
| DPSGNYGGWK |  | ATCIGNNSAA |  | AVSMLKQDYK |  | EGEMTLKSAL |  | ALAIKVLNKT |
| MDVSKLSAEK |  | VEIATLTREN |  | GKTVIRVLKQ |  | KEVEQLIKKH |  | EEEEAKAERE |
| KKEKEQKEKD |  | K          |  |            |  |            |  |            |

A: Аланін

C: Цистеїн

D: Аспарагінова кислота

E: Глутамінова кислота

F: Фенілаланін

G: Гліцин

H: Гістидин

I: Ізолейцин

K: Лізин

L: Лейцин

M: Метіонін

N: Аспарагін

P: Пролін

Q: Глутамін

R: Аргінін

S: Серин

T: Треонін

V: Валін

W: Триптофан

Кодований геном білок за функціями належить до гідролаз, протеаз, треонінових протеаз, фосфопротеїнів. 
Задіяний у таких біологічних процесах, як взаємодія хазяїн-вірус, ацетилювання, альтернативний сплайсинг. 
Локалізований у цитоплазмі, ядрі.